# قصص قصيرة لسائق الجرار في أوكرانيا
قصص قصيرة لسائق الجرار في أوكرانيا هي رواية فكاهية من تصميم مارينا لويكا، نشرت لأول مرة في عام 2005 من قبل فايكنغ (كتب البطريق).
حازت الرواية على جائزة بولينجر إفريمان وودهاوس في مهرجان Hay الأدبي وجائزة جائزة ويفرتون للقراءة الجيدة 2005/6. بالإضافة إلى ذلك أدرجت الرواية في القائمة القصيرة لجائزة أورانج للخيال لعام 2005، وخسرت أمام رواية نريد أن نتحدث عن كيفين للمؤلفة ليونيل شرايفر. تم بيع أكثر من مليون نسخة في المملكة المتحدة.
نُشر الكتاب في الأصل باللغة الإنجليزية، وترجم لاحقاً إلى اللغتين الروسية والأوكرانية. في مقابلة مع برنامج بوك كلوب على إذاعة البي بي سي، ذكرت المؤلفة أن بعض مراجعي الترجمة الأوكرانية كانوا عدائيين، واعتبروا الرواية بمثابة هجوم على بلدهم.

## حبكة الرواية
تصف الرواية ردود أفعال ابنتين هما ناديجدا وفيرا عندما يتزوج والدهما نيكولاي، البالغ من العمر 84 عامًا والمدفوع بخيالاته الجنسية التي تتعارض مع قدرته الجسدية، من مهاجرة أوكرانية أسمها فالنتينا تصغره سناً بكثير. تشعر الفتاتان بالقلق إزاء دوافع فالنتينا، فيعود التواصل بينهما مرة أخرى بعد فترة طويلة من القطيعة. ويجدان نفسهما متحدتان ضد عدو مشترك وهي فالنتينا، التي تعتقد الفتاتان أن غرضها الحصول على الجنسية البريطانيا وتعليم ابنها المراهق، يتصاعد سلوك فالينتينا الاستغلالي للأب عن طريق كثرة الطلبات المادية إلى أن تنجح الفتاتان أخيرًا بتطليقها من والدهما.
يكتب نيكولاي، وهو مهندس أوكراني سابق هاجر إلى بريطانيا في أعقاب الحرب العالمية الثانية، تاريخًا عن الجرارات في أوكرانيا، يتكرر ظهور مقتطفات مترجمة في النص. خلال عملية عملية حل تعقيدات نيكولاي الزوجية، تكتشف ناديجدا أيضًا أسرار من تاريخ أسرتها وتتعرف على معاناتهم في المجاعة الأوكرانية وعمليات التطهير التي قام بها ستالين.
تجري الأحداث في بيتربورو، إنجلترا، وترويها الابنة الصغرى، ناديجدا، التسي تعمل كمحاضر جامعي في علم الاجتماع.